# Richard Cairaschi
Richard Cairaschi (prononcer Kéraski), né à Nice, est un dramaturge, metteur en scène, humoriste, écrivain et musicien français. Il se définit également comme cougourdonnier, en raison de sa passion pour les cougourdons.

## Biographie
Il a commencé sa carrière comme graphiste pour les pochettes de disques de Mauris Sgaravizzi, puis comme musicien. Entre 1984 et 1986, il anime une chronique radiophonique intitulée « Le bar des oiseaux » sur Radio France Côte d'Azur avec Noëlle Perna. Ensuite de 1986 à 1997, il crée, toujours avec Noëlle Perna, la comédie satirique Le bar des oiseaux, feuilleton hebdomadaire diffusé sur FR3 région.
Ensuite, il crée la compagnie Débi Débo où il travaille avec Martine Pujol.
En 2011, il écrit la pièce Carré de Dames pour Aurélie Péglion, fille du poète niçois Alain Péglion dit Alan Pelhon.

## Pièces

### Auteur (ou coauteur), interprète et metteur en scène
- 1996 : L'accordéoniste  écrite, mise en scène et jouée par lui-même, avec Martine Pujol, produit par la compagnie Débi-Débo
- 1998 : Les chaises de la promenade écrite, mise en scène et jouée par lui-même, avec Martine Pujol, produit par la compagnie Débi-Débo
- 1999 : Arrête de râler coécrite avec Martine Pujol, mise en scène et jouée par lui-même, avec Martine Pujol, produit par la compagnie Débi-Débo
- 2001 : Le clos coécrite avec Martine Pujol, mise en scène et jouée par lui-même, avec Martine Pujol, produit par la compagnie Débi-Débo
- 2002 : Sur les galets coécrite avec Martine Pujol, mise en scène et jouée par lui-même, avec Martine Pujol, produit par la compagnie Débi-Débo
- 2003 : Festin comédie musicale écrite, mise en scène et jouée par lui-même, avec Martine Pujol, et les musiciens Patrick Vaillant, Gaby Anfosso, Fabrice Bistoni, produite par la compagnie Débi-Débo
- 2004 : 100 ans de Gym coécrite avec Martine Pujol, mise en scène et jouée par lui-même, avec Martine Pujol, produit par la compagnie Débi-Débo
- 2007 : 3 Z'en 1 coécrite avec Martine Pujol, mise en scène et jouée par lui-même, avec Martine Pujol, produit par la compagnie Débi-Débo
- 2010 : « Rattache-moi ou Nissa 1860 spectacle musico-historico-délirant qu'il a écrit pour les 150 ans du rattachement de Nice à la France[4],[5], avec Benjamin Novarino-Giana et les musiciens Patrick Vaillant et Daniel Malavergne.
- 2011 : Carré de Dames mise en scène et jouée par lui-même, avec Aurélie Péglion[6].

### Metteur en scène
- 2008 : La belle époque de et avec Martine Pujol, produit par la compagnie Débi-Débo
- 2006 : Une page à part de et avec Martine Pujol, produit par la compagnie Débi-Débo

### One Man Show
- 1984 : Perque non[7]
- 1986 : Hospice dessus
- 1988 : Catarina Segurana
- 1990 : Si Nice était Comté
- 1991 : A la limite c'est plus sûr
- 1993 : Le Père
- 1995 : L'été il fait plus chaud que l'hiver
- 1996 : Ma femme est parfaite
- 2001 : Nissa Pantai
- 2007 : C'est déjà demain
- 2010: J'ai faim
- 2016: Rien que pour vous
- 2018:Il fallait que je vous le dise
- 2019:Toujours là
- 2020: ISSA

## Publication
- Richard Cairaschi, Le parler à Nice : petit lexique à l'attention des intéressés, Nice, Gilletta-nice.matin, 5 décembre 2006, 128 p. (ISBN 978-2-915606-42-3).
- Richard Cairaschi, La Blette et le Cougourdon, Giletta.nice-matin, juin 2013,  (ISBN 978-2-35956-027-5)